# El clan de la lloba
El clan de la lloba és la primera part de la trilogia La Guerra de les Bruixes, una obra de Maite Carranza publicada l'any 2005. El personatge principal de la trilogia és Anaïd Tsinoulis.
El llibre a 2022 té disponibles vint-i-dues traduccions, amb versions en anglès (Estats Units i Regne Unit), búlgar, castellà, gallec, neerlandès, italià, coreà, hongarès, alemany, suec, finlandès, estonià, polonès, portuguès (Portugal i Brasil), xinès, turc, txec, rus, romanès i danès, i unes vendes en català i castellà de més de 130.000 exemplars. La traducció alemanya de la novel·la va ser llegida a la Fira del Llibre de Frankfurt de l'any 2007, amb la literatura catalana com a convidada d'honor.

## Argument
En el primer llibre és una noia de 14 anys, molt intel·ligent, que és tan baixa com una nena d'11 anys i pesa com una de 9. Té els cabells negres i uns ulls blaus preciosos, freds com l'acer, nets com el mar. La seva mare, Selene Tsinoulis la pèl-roja, és una bruixa Omar del clan de la lloba, i tots els indicis l'apunten com a l'elegida de la profecia d'O.
Un dia, la Selene desapareix i l'Anaïd descobreix que ella també és una bruixa. Se li assigna la missió de rescatar la seva mare, per això la inicien com a bruixa Omar al clan de les dofins, a Taormina. Allà hi coneix la Valèria, la matriarca del clan; i a la seva filla Clòdia, una noia molt deixondida i bonica que té l'edat de l'Anaïd. Al principi, la Clòdia i l'Anaïd no es cauen bé, però després que l'Anaïd la salvés de la Salma, una sanguinària bruixa Odish, passa a ser la seva millor amiga.
Després de la seva iniciació, l'Anaïd aprèn la tècnica de lluita de les serps i el secret del foc. Ella mateixa forja el seu àtam de pedra de Lluna, un ganivet de dobla fulla, amb l'ajuda de la vella Lucrècia, matriarca del clan de les serps.
Després d'això, fugí volant en forma d'àliga cap a Urt, el seu poble natal. Allà parlà amb la Deméter, la seva difunta àvia, que s'havia reencarnat en una lloba. La Deméter li digué que per retrobar a la Selene havia de cavalcar l'últim raig de Sol i tornar amb el primer.
L'Anaïd feu cas de les instruccions de la seva àvia i trobà a la Selene. La seva mare li confessà que ella, l'Anaïd, era l'elegida. Havia trobat el ceptre de poder, el ceptre de la mare O, el que l'elegida dels cabells de foc necessitava per a governar. La Selene sempre havia tenyit els cabells de la seva filla per amagar la seva naturalesa i li havia amagat la seva condició de bruixa.
En tornar amb el primer raig de Sol es produí la conjunció astral, a partir d'aquell moment l'elegida podria governar.
Així, se sumà a les bruixes de... El Clan De La Lloba.